# Hjärtvägg

Hjärtvägg.

En hjärtvägg eller hjärtmur är en bärande vägg som byggs centralt i en byggnads längdriktning om spannet mellan de bärande ytterväggarna är för stort och takbalkarna behöver avlastas. Hjärtväggar förekommer exempelvis i trävillor där man vill avlasta takstolarnas undre balk, och då särskilt när huset har en övervåning som ligger på dessa balkar. Vid murade hus används oftast benämningen hjärtmur.